# Amber Teterissa
Amber Teterissa (Amsterdam, 12 juni 1979) is een Nederlands actrice, die bij het grote publiek vooral bekend werd door haar rol als dochter Anne in de comedyserie Kees & co, waarin ook Simone Kleinsma speelde.
Teterissa's eerste hoofdrol was in Kees & co. Deze serie liep van 1997 tot 2004, maar Teterissa's rol was de laatste seizoenen gering. Hierna had Teterissa gastrollen in onder andere de soap Goudkust en Costa en was ze in 2004 te zien in de dramaserie De Erfenis.
Vanaf september 2005 speelde Teterissa in theaters samen met Farhane El Hamchaoui en Nabil Aoulad Ayad in het stuk rZpkt.
Teterissa vertolkte vanaf 13 december 2005 enkele weken de rol van Saskia Miedema in de soap Goede tijden, slechte tijden.
In 2006 stopte ze met acteren en kreeg ze een zoon. Ze begon een eigen bedrijf waarmee ze trainingen geeft in het bedrijfsleven.
In 2020 keerde ze terug in een nieuwe aflevering van Kees & co.

## Filmografie

### Film
- 2006: Doodeind, als vrouw van Chris
- 2016: Fabula, als Roos

### Televisie
- 1997-2004: Kees & Co, als Anne Heistee
- 1999: Goudkust, als Frida
- 2001: Costa!, als Sharon
- 2001: Land van Rama
- 2003: Gemeentebelangen
- 2004: De Erfenis, als Tanya Heydecoper-van Hoeve
- 2005-2006: Goede tijden, slechte tijden, als Saskia Miedema
- 2017: Suspects, als mevrouw Van Loon
- 2020: Kees & Co, als Anne Heistee
- 2024: PATTY, als Soraya

## Overig
Amber Teterissa is de peettante van Tess Gaerthé, die namens Nederland op 26 november 2005 deelnam aan het Junior Eurovisiesongfestival te Hasselt.